# Sint Anthonis
Sint Anthonis és un municipi de la província del Brabant del Nord, al sud dels Països Baixos. L'1 de gener del 2009 tenia 11.833 habitants repartits sobre una superfície de 99,81 km² (dels quals 0,49 km² corresponen a aigua). Limita al nord amb Uden i Mill en Sint Hubert i Cuijk, a l'oest amb Boekel, a l'est amb Boxmeer i al sud amb Gemert-Bakel i Venray (L).

## Centres de població
Landhorst, Ledeacker, Oploo, Rijkevoort, De Walsert, Sint Anthonis, Stevensbeek, Wanroij i Westerbeek.

## Ajuntament
- CDA 7 regidors
- Samen Welzijn 3 regidors
- Kern&Punt 3 regidors
- Welzijn Voor Iedereen 2 regidors